# نيت ولترز
نيت ولترز (بالإنجليزية: Nate Wolters)‏ مواليد 15 مايو 1991 في سانت كلاود، هو لاعب كرة سلة محترف أمريكي بدأ مسيرته الاحترافية في سنة 2013 حيث تم اختياره من قبل فريق واشنطن ويزاردز خلال الدرافت. يبلغ طوله 6 قدم 4 بوصة (1.9 م).

## إحصائيات المسيرة

### الرابطة الوطنية لكرة السلة

#### الموسم الاعتيادي
| السنة   | الفريق               | لعب | بدأ | دقيقة | ميداني% | ثلاثية | حرة  | ارتداد | صنع | استلاب | تصدي | نقطة |
| ------- | -------------------- | --- | --- | ----- | ------- | ------ | ---- | ------ | --- | ------ | ---- | ---- |
| 2013–14 | ميلووكي باكز         | 58  | 31  | 22.6  | .437    | .290   | .656 | 2.6    | 3.2 | .6     | .3   | 7.2  |
| 2014–15 | ميلووكي باكز         | 11  | 0   | 12.9  | .387    | .000   | .250 | 1.5    | .9  | .5     | .0   | 2.3  |
| 2014–15 | نيو أورلينز بيليكانز | 10  | 0   | 10.6  | .286    | .000   | .500 | 1.8    | 1.1 | .3     | .2   | 1.7  |
| المسيرة |                      | 79  | 31  | 19.7  | .426    | .261   | .635 | 2.3    | 2.6 | .5     | .2   | 5.8  |

## روابط خارجية
- نيت ولترز على موقع إن بي أي (الإنجليزية)
- نيت ولترز على موقع سبورتس رفرنس (الإنجليزية)
- نيت ولترز على موقع كرة السلة الأوروبية.كوم (الإنجليزية)
- نيت ولترز على موقع إي إس بي إن.كوم (الإنجليزية)
- نيت ولترز على موقع كلية كرة السلة في سبورتس رفرنس.كوم (الإنجليزية)
- نيت ولترز على موقع ريلجم (الإنجليزية)
- نيت ولترز على موقع بروبوليرز (الإنجليزية)
- نيت ولترز على موقع سبورتس رفرنس (الإنجليزية)
- نيت ولترز على موقع سبورتس رفرنس (الإنجليزية)